# La Asociación (revista)
La Asociación (1883-1891) fue la primera revista científica publicada en la provincia de Teruel, España.
De periodicidad mensual o quincenal, según la época, se publicaron un total de 184 números de la revista. Fue dirigido por Juan Herrero y José Garcés (este último firmaba sus artículos con el seudónimo de "Un médico de espuela"). Además de reproducir o traducir textos publicados en otras revistas relevantes, contó con la colaboración directa de destacados científicos españoles de la época, como el médico Antonio Espina y Capó, y los botánicos Francisco Loscos Bernal y Carlos Pau Español, quien publicó 35 artículos en la revista. Fue precisamente a través de esta revista que estos dos importantes botánicos españoles comenzaron una correspondencia.
Fundamentalmente dedicada a contenidos de Medicina y Farmacia, incluía además otras ciencias médicas y los asuntos profesionales correspondientes.
Asimismo, entre sus suscriptores se encuentra, desde 1886, John Shaw Billings, fundador y director de lo que es ahora la National Library of Medicine de Estados Unidos.
En 1888, los números 113 y 114 fueron secuestrados por un juez en respuesta a una denuncia del alcalde de Mas de las Matas por injurias, aunque el caso fue sobreseído más tarde. La revista se unía así a otras tres –de las siete que se editaban en Teruel– que fueron secuestradas en aquellas fechas.